# Mont-Miné-Gletscher
Der Mont-Miné-Gletscher (französisch Glacier du Mont Miné) ist ein Talgletscher im südlichen Talabschluss des Val d’Hérens, südsüdöstlich von Evolène in den Walliser Alpen. Er hatte 2013 eine Länge von 7,8 km und bedeckte im Jahr 2016 eine Fläche etwa 10 km². Die Exposition des Nährgebiets ist Nordwest, die des Zehrgebiets Nord.

## Lage

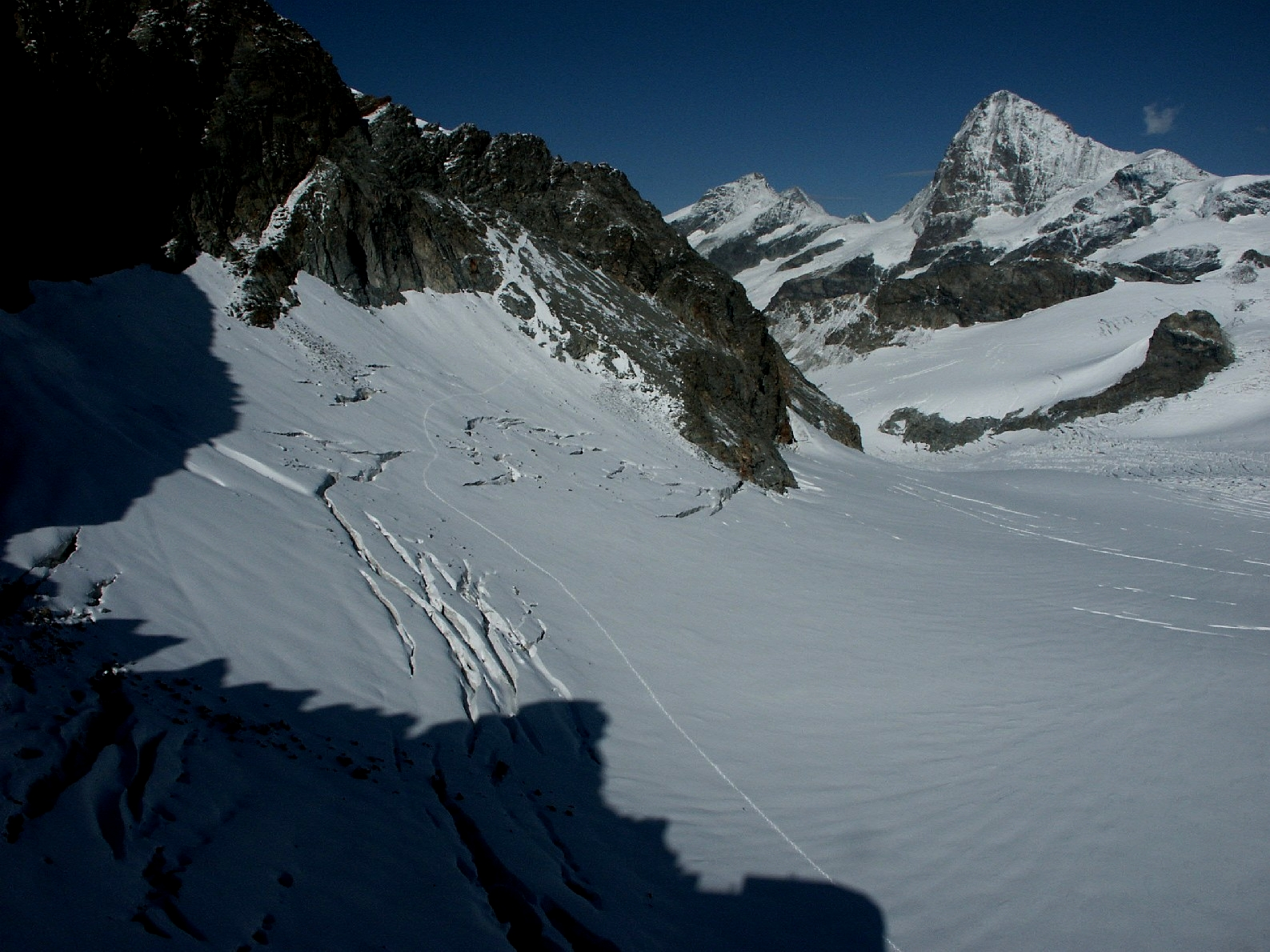
Mont-Miné-Gletscher und Dent Blanche von der Cabane de Bertol

Seinen Ursprung hat der Mont-Miné-Gletscher am firnbedeckten Pass Col des Bouquetins (3357 m ü. M.), über den die Grenze zwischen Italien und der Schweiz verläuft, zwischen dem Felsgrat der Bouquetins (3838 m ü. M.) im Westen und der Tête Blanche (3710 m ü. M.) im Osten. Über einen vergletscherten Kamm nördlich der Tête Blanche ist der Mont-Miné-Gletscher mit dem östlich gelegenen, parallel verlaufenden Ferpèclegletscher und im Süden über den Col des Bouquetins mit dem Tsa de Tsangletscher im Aostatal verbunden. Der Mont-Miné-Gletscher fliesst nach Norden, im Westen von der Aiguille de la Tsa (3668 m ü. M.) und der Dent de Perroc (3676 m ü. M.), im Osten vom Mont Miné (3029 m ü. M.) flankiert. Das Ende der Gletscherzunge befand sich 1983 auf einer Höhe von 1963 m. Der Gletscher speist die Borgne de Ferpècle, die sich in Les Haudères mit der Borgne d’Arolla zur Borgne vereint, die das Val d’Hérens zur Rhone fliesst.

## Entwicklung 19.—20. Jahrhundert
| Jahr         | 1850 | 1973 | 1999/2000 | 2013         |
| Fläche (km²) | 12,5 | 11   | 10,4      | 10,05 (2016) |
| Länge (km)   | 10,1 | 8,4  | 8,2       | 7,8          |

## Geschichte
Während der Kaltzeiten bildeten der Mont-Miné-Gletscher und der Ferpèclegletscher zusammen mit dem Arollagletscher und dem damaligen Dixgletscher das Nährgebiet des eiszeitlichen Hérens-Gletschers, der im heutigen Rhonetal auf den Rhonegletscher traf und als ein Strang desselben bis zum Jurafuss floss.
Um 2020 kamen im stark erodierten Moränenschutt des Mont-Miné-Gletschers fossile Holzstämme mit einem Durchmesser von bis zu 90 Zentimetern zum Vorschein. Sie stammen von einem Wald, der während der warmen Phase nach dem Ende der letzten Kaltzeit im oberen Teil des Hochtals von Ferpècle gewachsen war und – gemäss der dendrochronologischen Datierung des Holzes – etwa im 7. Jahrtausend vor Christus vom rasch wieder vorstossenden Gletscher überfahren wurde. Einige Baumstämme an den Talflanken wurden dabei schnell von den Moränen zugedeckt und blieben deshalb gut erhalten. Der ehemalige Wald im über 2000 Meter hoch gelegenen Tal bestand aus Lärchen und Föhren (Kiefern).
Vor 1956 hing der Mont-Miné-Gletscher nicht nur im Nährgebiet mit dem Ferpèclegletscher zusammen, sondern vereinigte sich mit diesem auch im Zungengebiet. In diesem Verbindungsbereich staute sich zeitweise ein Randsee auf, der im Sommer 1952 ausbrach und im Val d’Hérens ein Schadenhochwasser verursachte.
Bereits im Jahr 1949 verunglückten bei der 3. Durchführung der Patrouille des Glaciers in einer Gletscherspalte die teilnehmenden Maurice Crettez, Robert Droz und Louis Thétaz und konnten erst nach acht Tagen geborgen werden. Dieser Vorfall war der Anlass für ein langjähriges Durchführungsverbot der Veranstaltung.